# Ražanac Mali
Ražanac Mali (Zapadni Školj, Debeli Školj) je nenaseljeni otočić u Velebitskom kanalu, sjeverno od naselja Ražanca, od kojeg je udaljen oko 3.5 km
Površina otoka je 45.547 m2, duljina obalne crte 978 m, a visina 10 metara.